# XIII. Kelemen pápa
XIII. Kelemen pápa (eredeti nevén: Carlo della Torre di Rezzonico; Velence, 1693. március 7. – Róma, 1769. február 2.) a 248. római pápa 1758-tól haláláig. 1758-ban megújította Mária Terézia és utódai számára a Magyar Apostoli Király címet.

## Élete
1743-ban padovai püspökké nevezték ki. 1758. június 6-án pedig pápává választották. Különösen a Jézus-társaság üldöztetése és az enciklopédisták okoztak neki sok gondot. Mária Terézia megkeresésére 1758. augusztus 19-én kelt iratában megerősítette a magyar király «apostoli» címét, amit a királynő országszere ki is hirdetett. Majd három évvel később Barkóczy Ferenc hercegprímás kérésére megengedte, hogy a király neve a szentmise kánonjában mindjárt a püspök neve után tétessék. Végül 1759-ben a csanádi prépostot többrendbeli kiváltsággal tüntette ki. Rövid idővel Animarum saluti és Coena Domini kezdetű bulláinak és az Aliud ad apostolatus brévéjének kibocsátása után meghalt.

## Művei
- Documenta Catholica Omnia (latin nyelven). Cooperatorum Veritatis Societas. (Hozzáférés: 2011. december 6.)